# Joaquim Filipe de Soure
Joaquim Filipe de Soure (Évora, 10 de fevereiro de 1805 — 17 de julho de 1882) foi um magistrado e político português, que exerceu as funções de deputado às Cortes e de Ministro.
Era filho de Joaquim José de Soure e formou-se bacharel em Leis pela Faculdade de Direito da Universidade de Coimbra a 21 de Junho de 1825.
Foi deputado em 1834 e presidente da Câmara dos Deputados em 1857. Foi Ministro dos Negócios Eclesiásticos e da Justiça no Governo do Entrudo.